# Đội tuyển Fed Cup Moldova
Đội tuyển Fed Cup Moldova đại diện Moldova ở giải đấu quần vợt Fed Cup và được quản lý bởi Liên đoàn Quần vợt Cộng hòa Moldova. Đội hiện tại thi đấu ở Nhóm III khu vực Âu/Phi.

## Lịch sử
Moldova tham dự kì Fed Cup đầu tiên vào năm 1998. Thành tích tốt nhất của đội là đứng thứ 2 Nhóm II các năm 1999 và 2000. Trước năm 1993, các vận động viên Moldova đại diện cho Liên Xô.